# إدوين ديفيس
إدوين ديفيس (بالإنجليزية: Edwin Davis) هو منفذ الاعدام أمريكي، ولد في 28 مايو 1846، وتوفي في 26 مايو 1923.